# ミルドレッド・アダムス・フェントン
ミルドレッド・アダムス・フェントン (Mildred Adams Fenton、1899年11月14日 - 1995年12月7日) は、アメリカ合衆国の古生物研究者、地質学研究者。配偶者のキャロル・レーン・フェントン (Carroll Lane Fenton、1900年-1969年) (英語版) との共著で、「Records of Evolution」(1924)、「Land We Live On」(1944)、「Worlds in the Sky」(1963) 等の一般向け科学書を数十冊出版した。

## 経歴
ミルドレッドはアイオワ州、西アイオワ (West Branch) (英語版) の近郊で生まれた。アイオワ大学に入学し、彼女はそこで地質学や化石に関する興味を大いに喚起された。大学生時代にキャロルと出会い、1921年に結婚した。その後の十年間を学生及び研究者として過ごし、夏の間は現代の動物だけでなく、古代の石や化石を研究するためのフィールドワークに専念した。キャロルが子どもや大人向けの一般書を書き始めたときは、評論家、研究助手、タイピスト、写真家を務めた。ミルドレッドはすぐに共著者となり、まずは大人向けのものを、そしてすぐに子ども向けの物を書いた。
キャロルは1926年にシカゴ大学から地質学博士号を取得し、ミシガン大学、シンシナティ大学、バッファロ大学、ラトガース大学で職を得た後、ノーザンアリゾナ大学 (英語版) で自然に関する出版のセミナーを開催していた。1938年頃、キャロルはアメリカ科学振興協会の科学放送ディレクターで、その後数年間は一般向けの科学誌「Children's Activities」のコンサルタントであった。
ミルドレッドはキャロルと共に北アメリカ、中央アメリカ、南アメリカを、科学誌の執筆の材料を集めるために広範囲に旅した。